# Swertia decora
Swertia decora är en gentianaväxtart som beskrevs av Adrien René Franchet. Swertia decora ingår i släktet Swertia och familjen gentianaväxter. Inga underarter finns listade i Catalogue of Life.